# Kavrayskiy Hills
Die Kavrayskiy Hills (russisch Горы Каврайского Gory Kawraiskowo) sind eine Reihe von Hügeln an der Oates-Küste des ostantarktischen Viktorialands. Sie ragen südlich der Rennick Bay an der Westflanke des unteren Abschnitts des Rennick-Gletschers auf. Zu ihnen gehört der Blohmhügel.
Wissenschaftler einer sowjetischen Antarktisexpedition kartierten und benannten sie im Jahr 1958. Namensgeber ist der sowjetische Astronom und Kartograph Wladimir Wladimirowitsch Kawraiski (1884–1954). Das Advisory Committee on Antarctic Names übertrug diese Benennung im Jahr 1965 ins Englische.